# Сьвежини
Сьвежини (пол. Świerzyny) — село в Польщі, у гміні Заполиці Здунськовольського повіту Лодзинського воєводства.
Населення — 145 осіб (2011).
У 1975-1998 роках село належало до Серадзького воєводства.

## Демографія
Демографічна структура станом на 31 березня 2011 року:
|          | Загалом | Допрацездатний вік | Працездатний вік | Постпрацездатний вік |
| -------- | ------- | ------------------ | ---------------- | -------------------- |
| Чоловіки | 79      | 12                 | 58               | 9                    |
| Жінки    | 66      | 6                  | 43               | 17                   |
| Разом    | 145     | 18                 | 101              | 26                   |